# Gymnuromys roberti
Genre
Espèce
Statut de conservation UICN

 LC  : Préoccupation mineure
Gymnuromys roberti est une espèce de rongeurs endémique de Madagascar.

## Répartition et habitat
Cette espèce est endémique de Madagascar, comme tous les membres de la sous-famille des Nesomyinae. Elle est présente dans l'est de l'île entre 500 et 1 800 m d'altitude. Elle vit dans la forêt tropicale humide de plaine et de montagne.